# Institut für Musikästhetik
Das Institut für Musikästhetik, gegründet 1967 als „Institut für Wertungsforschung“, ist eine Einrichtung der Universität für Musik und darstellende Kunst Graz. Als einziges Institut dieser Art im deutschsprachigen Raum widmet es sich spezifisch der philosophischen Durchdringung musikalischer Phänomene.

## Idee und Aufgabe

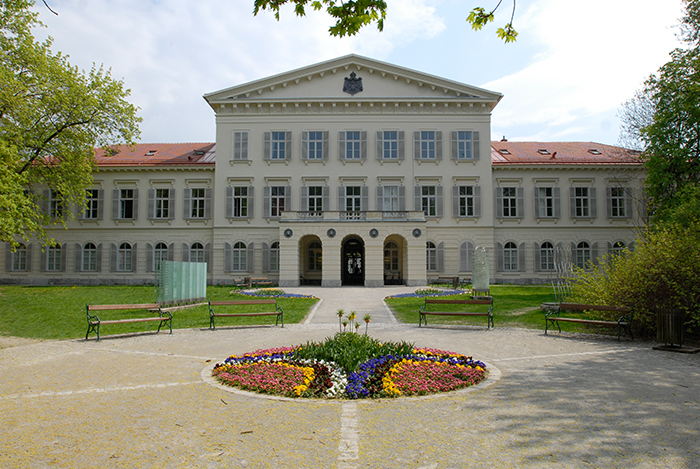
Palais Meran, Sitz des Instituts für Musikästhetik

Das Institut fördert und betreibt Forschung und Lehre auf dem Feld der Musikästhetik. Diese untersucht grundlegende Voraussetzungen musikalischer Theorie und Praxis. Ideen wie Form, Struktur, Gehalt, Zeit, Ausdruck, Verstehen, Interpretation und Werk sind für die musikalische Produktion und Rezeption fundamental. Sie bilden den thematischen Kern einer historisch fundierten Philosophie der Musik. Als Ästhetik reflektiert sie insbesondere Wertungen, die auf Musik (und allgemeiner auf Kunst) bezogen werden, sowie die Maßstäbe, auf denen solche Wertungen implizit oder explizit beruhen. Typischerweise verfährt Musikästhetik interdisziplinär: Den begrifflichen Reichtum der philosophischen Tradition gelte es zu dem empirischen Wissen von ästhetischen Empfindungen und Urteilen in Beziehung zu setzen, um so beide weiterzuentwickeln.

## Gründung und Entwicklung

### Ära Kaufmann

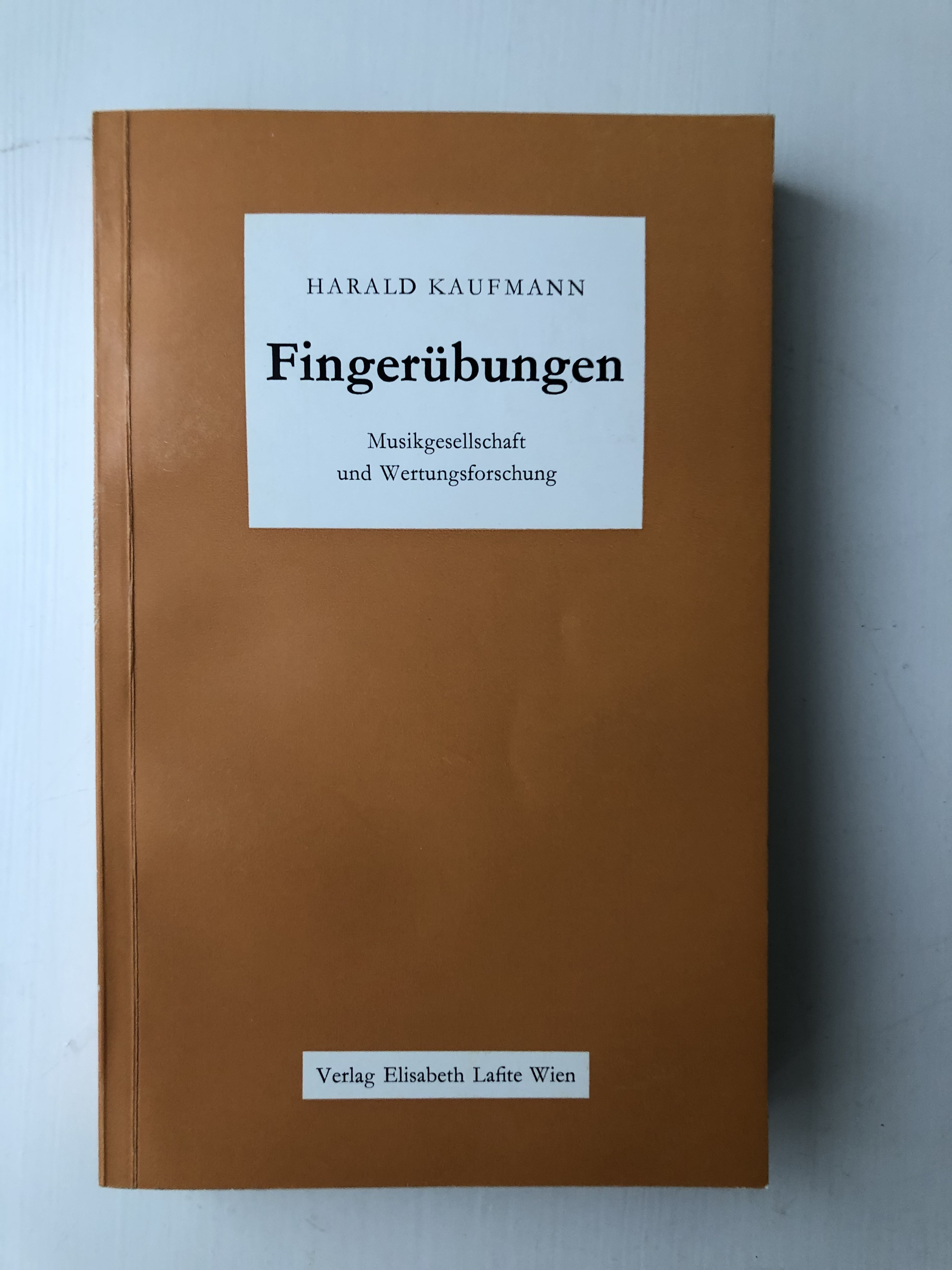
Harald Kaufmann, Fingerübungen (1970)

Das Institut für Musikästhetik wurde am 29. September 1967 als Institut für Wertungsforschung (ursprünglich: „Institut für musikalische Wertungsforschung“) an der damaligen Akademie für Musik und darstellende Kunst in Graz gegründet. Es war zunächst als „Institut für Kulturpublizistik“ geplant gewesen. Die Akademie bestellte Harald Kaufmann, der das Institut 1966 konzipiert hatte, zu dessen erstem Vorstand. Beim Symposion im Gründungsjahr 1967 hielt Theodor W. Adorno, der Kaufmann hoch schätzte, ein Grundsatzreferat. In zwei Bänden eigener Untersuchungen – Spurlinien. Analytische Aufsätze über Sprache und Musik sowie Fingerübungen. Musikgesellschaft und Wertungsforschung, – entwarf Kaufmann programmatisch Ideen für die neue Forschungsstätte und wandte sie exemplarisch, in Fallstudien, an. Der Saarbrücker Musikwissenschaftler Werner Braun charakterisierte Kaufmanns Programm so: „In der modernen ‚Wertungsforschung‘ geht es um die Aufhellung möglichst aller verborgenen Prämissen für das ‚antizipatorische‘ ästhetische Urteil. Durch Tests will der Leiter des hierfür eingerichteten Grazer Instituts, Harald Kaufmann, die Assoziations- und Vermittlungsketten bloßlegen und so den ‚Gruppennormen‘ auf die Spur kommen.“ Vom 16. bis zum 19. Dezember 1969 lehrte György Ligeti ‚über avantgardistische Kompositionstechniken und Kriterienfindung‘ am Institut.
Am 1. Juni 1970 wurde bei Kaufmann septische Pleuropneumonie diagnostiziert. Am 29. Juni 1970 wurde er durch Entschließung des Bundespräsidenten der Republik Österreich, Franz Jonas, zum ordentlichen Hochschulprofessor ernannt. Kaufmann starb am 9. Juli 1970 im Alter von 42 Jahren in Graz.

### Ära Kolleritsch

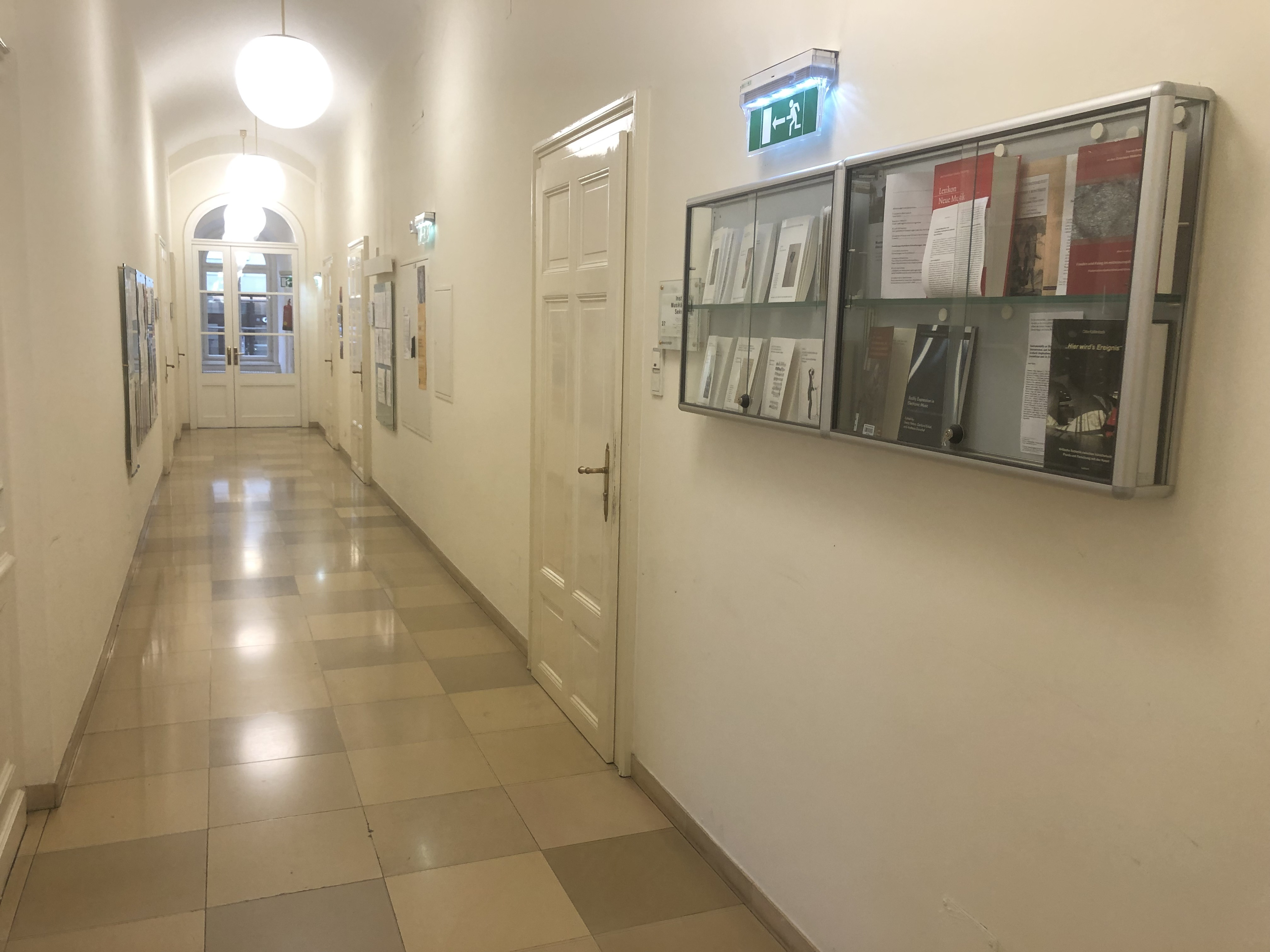
Palais Meran Graz, Südflügel

Nach Kaufmanns jähem Tod übernahm Otto Kolleritsch (1934 – 2023) im selben Jahr die Leitung des Instituts, die er bis zu seiner Emeritierung im Jahre 2002 innehatte. In der Ära Kolleritsch wurde das Institut vom Palais Saurau in den Südflügel des Palais Meran verlegt. Während dieser Periode ergab sich zum einen die Möglichkeit, die Symposien an den Steirischen Herbst anzubinden. Dies erforderte eine thematische Abstimmung mit der (von Peter Vujica und Emil Breisach begründeten) Konzertreihe ‚Musikprotokoll‘ des Avantgardefestivals. Zum anderen verschob Kolleritsch den Schwerpunkt der Institutsarbeit zur Rezeptionsgeschichte hin und verknüpfte deren Ansatz in den 1990er Jahren mit der kulturwissenschaftlichen Moderne/Postmoderne-Diskussion. Kolleritsch schloss die von Kaufmann favorisierten Methoden empirischer Sozialforschung aus und beschränkte die Verfahrensweisen der Institutsarbeit auf die von den Geistes- und Kulturwissenschaften gepflegten. (Teils auch eher intuitives) Werten ersetzte die Wertungsanalyse. Den Nachlass Harald Kaufmanns, dessen Ideen nun in den Hintergrund gerieten, verlegte dessen Witwe und Erbin, Erika Kaufmann, von Graz an das Archiv der Akademie der Künste Berlin. Die Leistungen Kolleritschs, die eine Festschrift zu seinem 60. Geburtstag würdigte, gipfeln nach Ansicht des Theologen und Musikers Johann Trummer (1940 – 2019) in einem „unüberbietbaren Lebenswerk“.

### Ära Dorschel

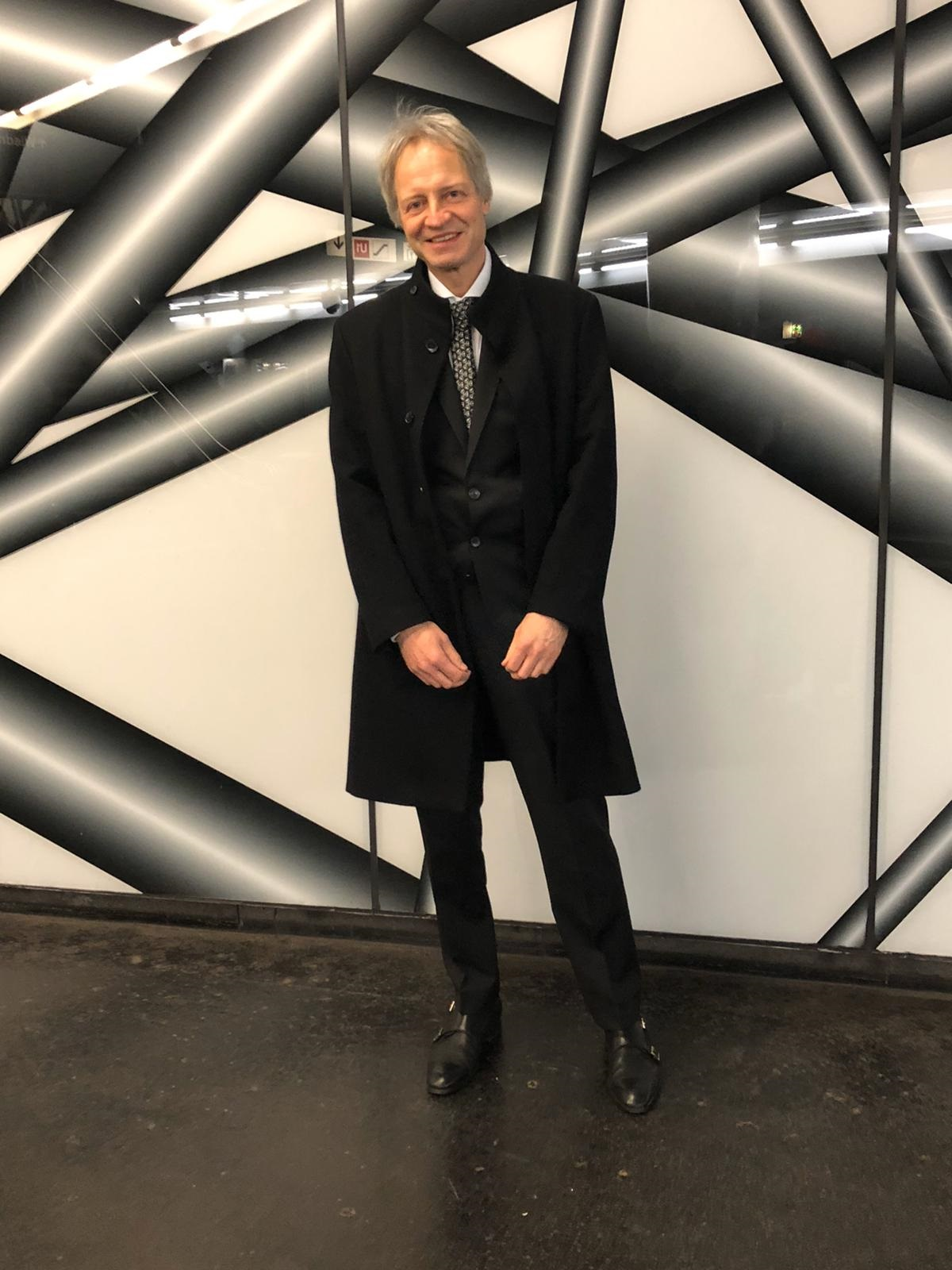
Andreas Dorschel, Wien 2019

Im Herbst 2001 wurde die Professur des Instituts erstmals international ausgeschrieben. Andreas Dorschel, an den der Ruf erging, orientierte (gemeinsam mit Federico Celestini) das Institut seit 2002 stärker philosophisch. Da sich der Begriff „Wertungsforschung“ in vier Jahrzehnten nicht als Name einer Forschungsdisziplin durchgesetzt hatte, betrieb Dorschel die Umbenennung der Einrichtung in „Institut für Musikästhetik“ (seit 2007). Dennoch gewann das Erbe Harald Kaufmanns am Institut wieder an Relevanz. Zugleich hat sich das Institut mit seinen Forschungsprojekten der internationalen Diskussion, insbesondere in der angelsächsischen Welt, geöffnet. Im Mai 2019 veranstaltete das Institut für Musikästhetik gemeinsam mit dem Institut für Ethnomusikologie der Kunstuniversität Graz ein internationales Symposion zur komparativen (ethnographisch vergleichenden) Ästhetik der Musik. Seit September 2023 gehört der Pianist, Komponist und Jazztheoretiker Kurt Ellenberger dem Institut als Professorial Fellow an; im November 2023 veranstaltet das Institut gemeinsam mit der international Association of Schools of Jazz (IASJ) in Graz eine Tagung über Ästhetik des Jazz im 21. Jahrhundert. Eine europäische Expertengruppe stellte bereits 2018 fest, das Institut für Musikästhetik habe sich in den 2010er Jahren zu einer „international einzigartigen Flaggschiffinstitution“ („internationally unique flagship institution“) auf seinem Gebiet entwickelt. Neben die wissenschaftliche Forschung, die den Schwerpunkt der Institutsarbeit bildet, tritt eine publizistische Komponente in Gestalt von Kritiken und Essays für nicht-akademische Zeitschriften wie zum Beispiel Lettre International.

## Forschungsprojekte

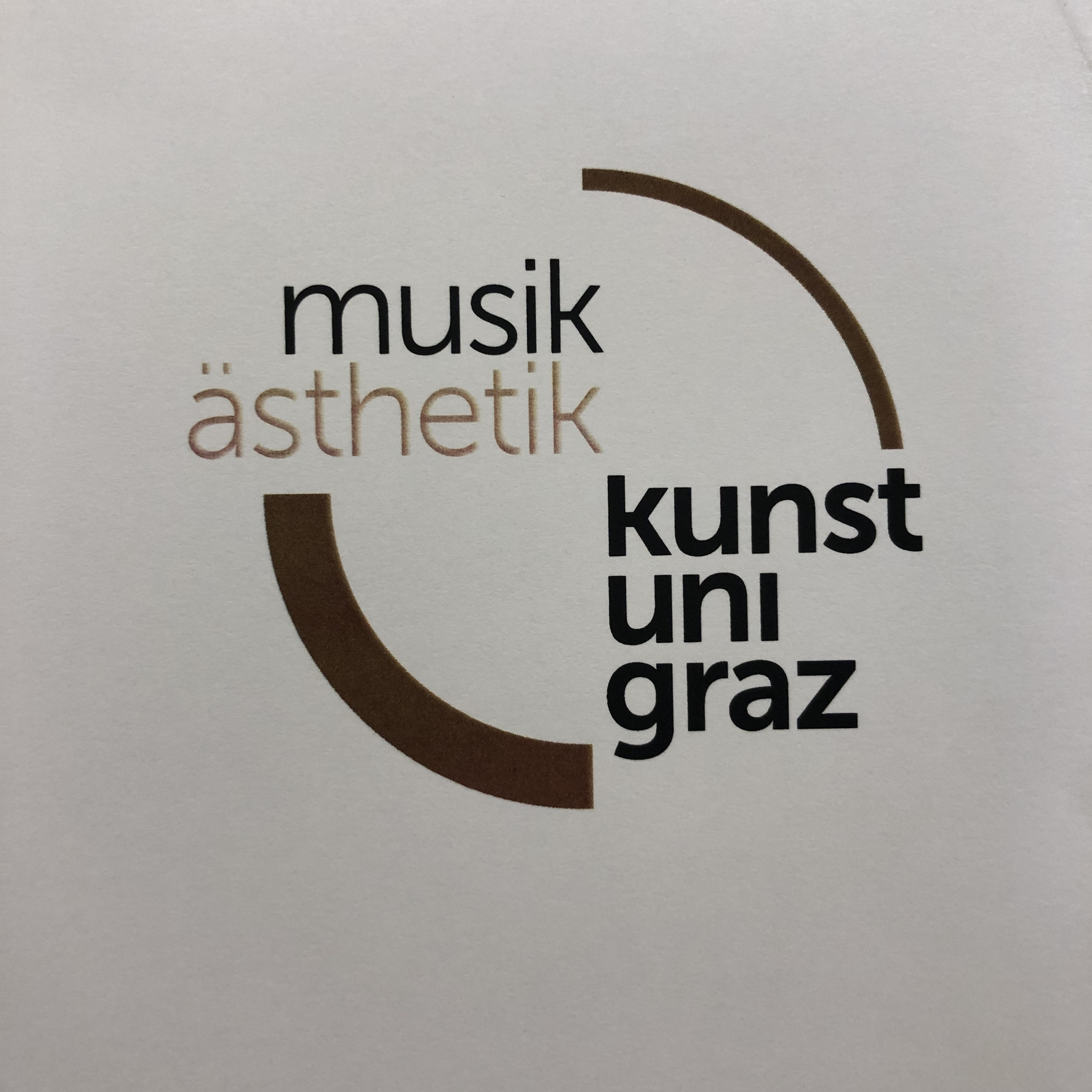
Signet des Instituts (2017)

Das Institut für Musikästhetik war Ort folgender, vom Wissenschaftsfonds der Republik Österreich geförderter Forschungsprojekte:
- P 22433, Giacinto Scelsi und Österreich. FWF-Einzelprojekt zu Leben, Werk und Rezeption des italienischen Komponisten Giacinto Francesco Maria Scelsi (1905–1988). Laufzeit: 2010–2012 (Elfriede Reissig/Federico Celestini)[27]
- P 25061-G15, What and How Does Music Express? Integrating Music Philosophy and Musical Analysis. FWF-Einzelprojekt zur Erforschung der Idee musikalischen Ausdrucks und dessen Analyse. Laufzeit: 2013–2019 (Deniz Peters/Andreas Dorschel)
- AR 188, Emotional Improvisation. FWF/PEEK-Projekt zur Frage, wie sich stimmiges Zusammenspiel („togetherness“) in Improvisationen entfaltet. Laufzeit: 2014–2019 (Deniz Peters)
- AR 259-G21, TransCoding: From ‚Highbrow Art‘ to Participatory Culture. FWF/PEEK-Projekt zu den Möglichkeiten, durch soziale Medien die Partizipation an zeitgenössischer Musik mit Kunstanspruch zu erweitern. Laufzeit: 2015–2018 (Barbara Lüneburg/Kai Ginkel)[28]
- M 2072-G26, Music as Life-Affirmation. FWF-Einzelprojekt zur Erforschung der Rolle der Musik in der Lebensphilosophie in ihrem historischen Kontext sowie in ihrer möglichen aktuellen Bedeutung. Laufzeit: 2016–2018 (Manos Perrakis/Andreas Dorschel)[29]
- P 34449-G, The Epistemic Power of Music. FWF-Einzelprojekt zur Erforschung der Rolle von Wissen in der Musik. Laufzeit: 2021– (Andreas Dorschel)

## „Studien zur Wertungsforschung“

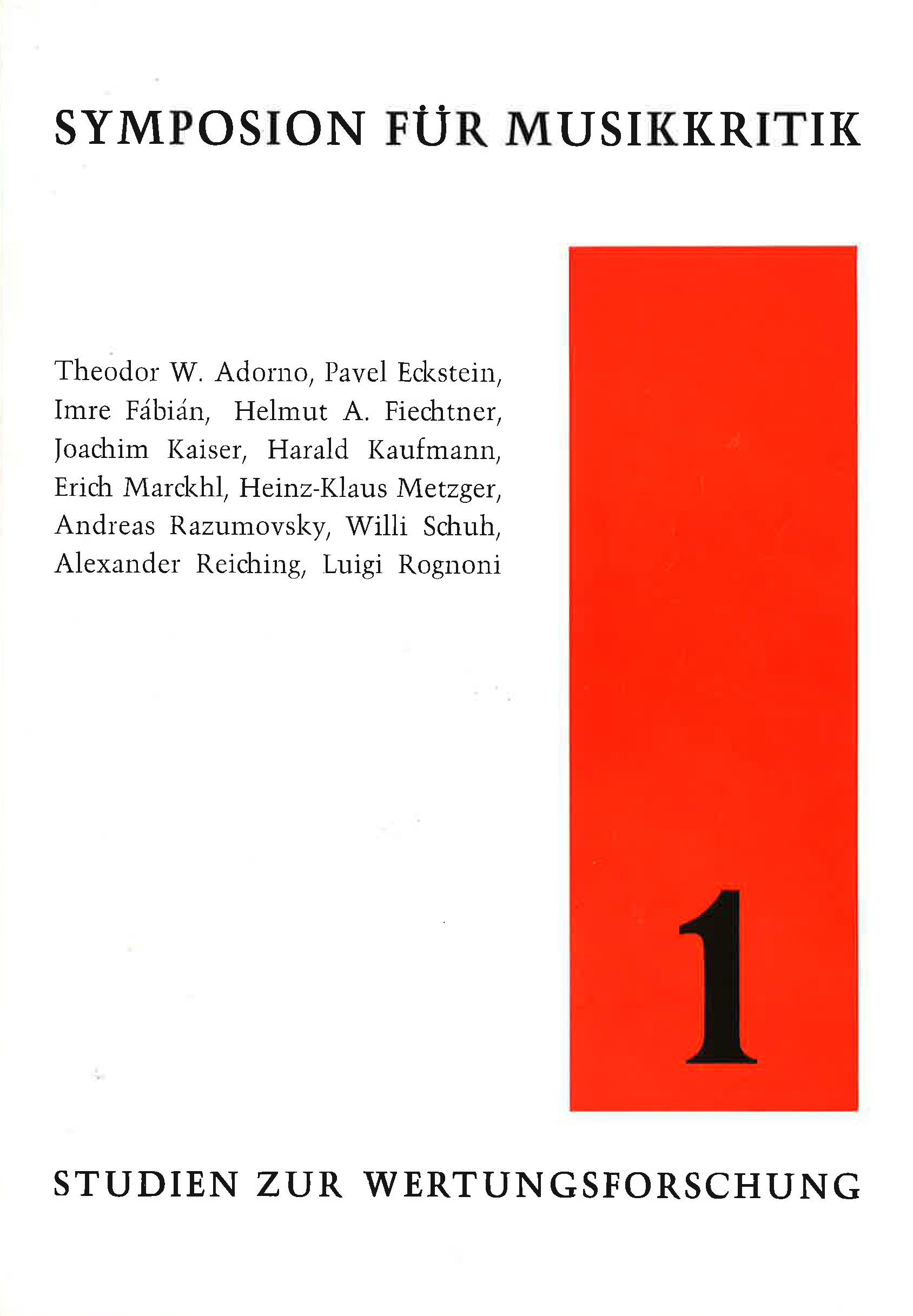
Studien zur Wertungsforschung. Band 1, 1968

Die Studien zur Wertungsforschung, von Harald Kaufmann 1968 begründet, sind die älteste spezifisch der Musikästhetik gewidmete Buchreihe im deutschsprachigen Raum. Sie erscheinen in der Universal Edition (Wien/London/New York), Österreichs einzigem internationalen Musikverlag.

## Bibliographie (alphabetisch)
- Andreas Dorschel: Arbeit am Kanon. Ästhetische Studien zur Musik von Haydn bis Webern. Universal Edition, Wien/London/New York 2010 (= Studien zur Wertungsforschung. 51) (gemeinsam mit Federico Celestini)
- Andreas Dorschel: Vollkommenes hält sich fern. Ästhetische Näherungen. Universal Edition, Wien/London/New York 2012 (= Studien zur Wertungsforschung. 53) (gemeinsam mit Philip Alperson)
- Harald Kaufmann: Spurlinien. Analytische Aufsätze über Sprache und Musik. Lafite, Wien 1969.
- Harald Kaufmann: Fingerübungen. Musikgesellschaft und Wertungsforschung. Lafite, Wien 1970.
- Otto Kolleritsch: Hier wird’s Ereignis. Kritische Ästhetik zwischen künstlerischer Praxis und Forschung mit der Kunst. Leykam, Graz 2014.